# Bergenia emeiensis
Bergenia emeiensis, biljna vrsta iz roda bergenija, porodica, kamenikovke. Kineski je endem iz provincije Sichuan. Prvi puta na zapad uvezao ju je Mikinori Ogisu, prikupivši je na 1982 na planini Emeishan, a prvi puta opisana je 1988. godine
Zimzelena trajnica. naraste do 30cm. visine. Cvijet je ljubičasto bijele boje. Postoji barem jedna podvrsta.

## Podvrste
- Bergenia emeiensis var. rubellina J.T. Pan